# Ernst Kreetz
Ernst Kreetz (* 1910 in Duisburg; † 1992 in Duisburg) war ein deutscher Bildhauer und Stuckateur.

## Leben
Ernst Kreetz wurde im Jahr 1910 im preußischen Duisburg geboren. Er absolvierte zunächst eine Lehre zum Modelleur, Stuckateur und Bildhauer. Zwischen 1928 und 1933 war er der Schüler des Bildhauers Karl Ehlers, der in Duisburg-Hamborn eine Steinmetzklasse aufbaute. Von 1937 bis 1941 studierte Ernst Kreetz an der Kunstakademie Düsseldorf. Anschließend wurde er als Soldat im Zweiten Weltkrieg eingezogen.
Im Jahr 1946 machte sich Kreetz als Bildhauer in Duisburg selbstständig. Erste Aufträge erhielt er von der Firma Butzon & Bercker in Kevelaer. Kreetz wirkte insbesondere in den 1950er und 1960er Jahren in Duisburg und am Niederrhein. Zu seinen wichtigsten Auftraggebern gehörten die christlichen Kirchen. Immer wieder arbeitete Kreetz eng mit dem Wuppertaler Bildhauer Willi Dirx zusammen. Für sein bildhauerisches Wirken wurde Kreetz mit der Medaglia e diploma di menzione onorevole der Republik Italien ausgezeichnet. Ernst Kreetz starb 1992 in Duisburg.

## Werke (Auswahl)

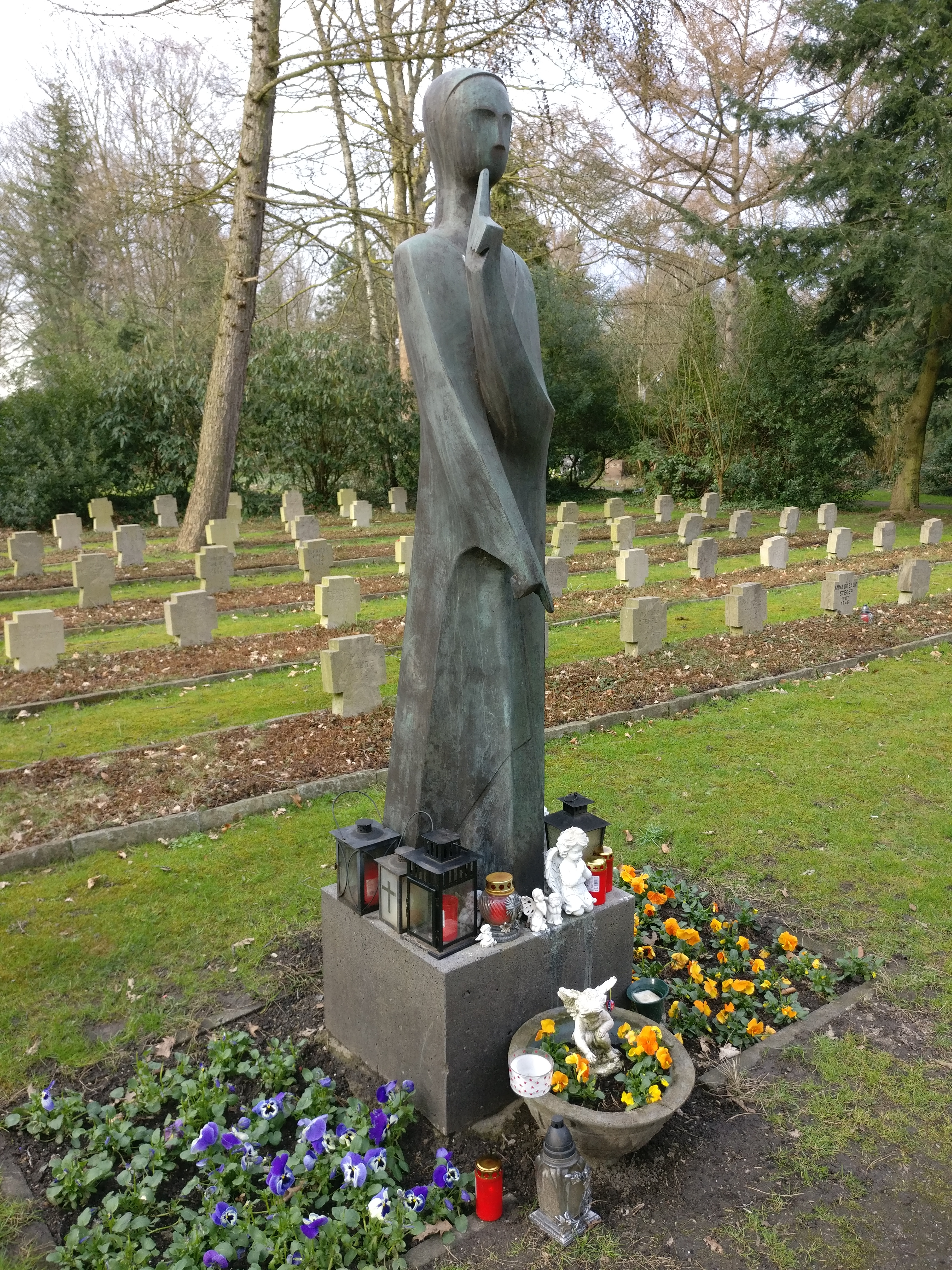
Mahnmal im Duisburger Fiskusfriedhof

Die Arbeiten von Ernst Kreetz finden sich heute vor allem im öffentlichen Raum. Es entstanden Wandbilder aber auch Brunnenanlagen und Skulpturen. Kreetz arbeitete mit Keramik, Stein und Metall. Thematisch setzte er sich insbesondere ab 1938 immer wieder mit dem Leben der Johanna Sebus auseinander. Im Jahr 2011 widmete das Museum Forum Arenacum in Rindern Kreetz eine Werkschau, bei der auch Holzschnitte, Grafiken und Skizzen gezeigt wurden.
- Keramikwandbild Museum der Deutschen Binnenschifffahrt, Duisburg-Ruhrort
- Mahnmal Fiskusfriedhof, Duisburg-Neumühl
- Skulptur „Spielende Kinder“ Grundschule, Repelen (2008 entwendet)[3]
- Johanna-Sebus-Skulptur, Rindern